# N870 (België)
De N870 is een gewestweg in de Belgische provincie Luxemburg. Deze weg vormt de verbinding tussen Aarlen (N850) en Halanzy (N88).
De totale lengte van de N870 bedraagt ongeveer 17 kilometer

## Plaatsen langs de N870
- Aarlen
- Sesselich
- Toernich
- Udange
- Habergy
- Rachecourt
- Halanzy